# Kenny vs. Spenny
Kenny vs. Spenny is een Canadese komedieserie over de twee vrienden, Kenny Hotz en Spencer Rice, die tegen elkaar strijden in allerlei wedstrijden. De verliezer van de aflevering moet een vernederende opdracht uitvoeren, die gekozen wordt door de winnaar. De serie is opgenomen in hun woonplaats Toronto, Canada.

## De wedstrijden
De wedstrijden gaan vaak over simpele dingen en hebben meestal de vorm van: "wie het langst niet... wint", "wie is...?" of "wie kan...?". Bijvoorbeeld: "wie het langst niet slaapt", "wie vangt de grootste vis?", "wie kan het het langst volhouden met een blinddoek over zijn hoofd?". Kenny heeft de meeste wedstrijden gewonnen (zie tabel), mede doordat hij vaak vals speelt.
| Speler | Gewonnen | Gelijkspel | Verloren | % Gewonnen |
| ------ | -------- | ---------- | -------- | ---------- |
| Kenny  | 47       | 5          | 19       | 71,21%     |
| Spenny | 19       | 5          | 47       | 28,79%     |

- Kenny speelde 15 keer vals en 7 keer werd getwijfeld over zijn eerlijkheid. Als deze wedstrijden als gewonnen gelden voor Spenny, dan zou hij bovenaan staan met 41-5-25.

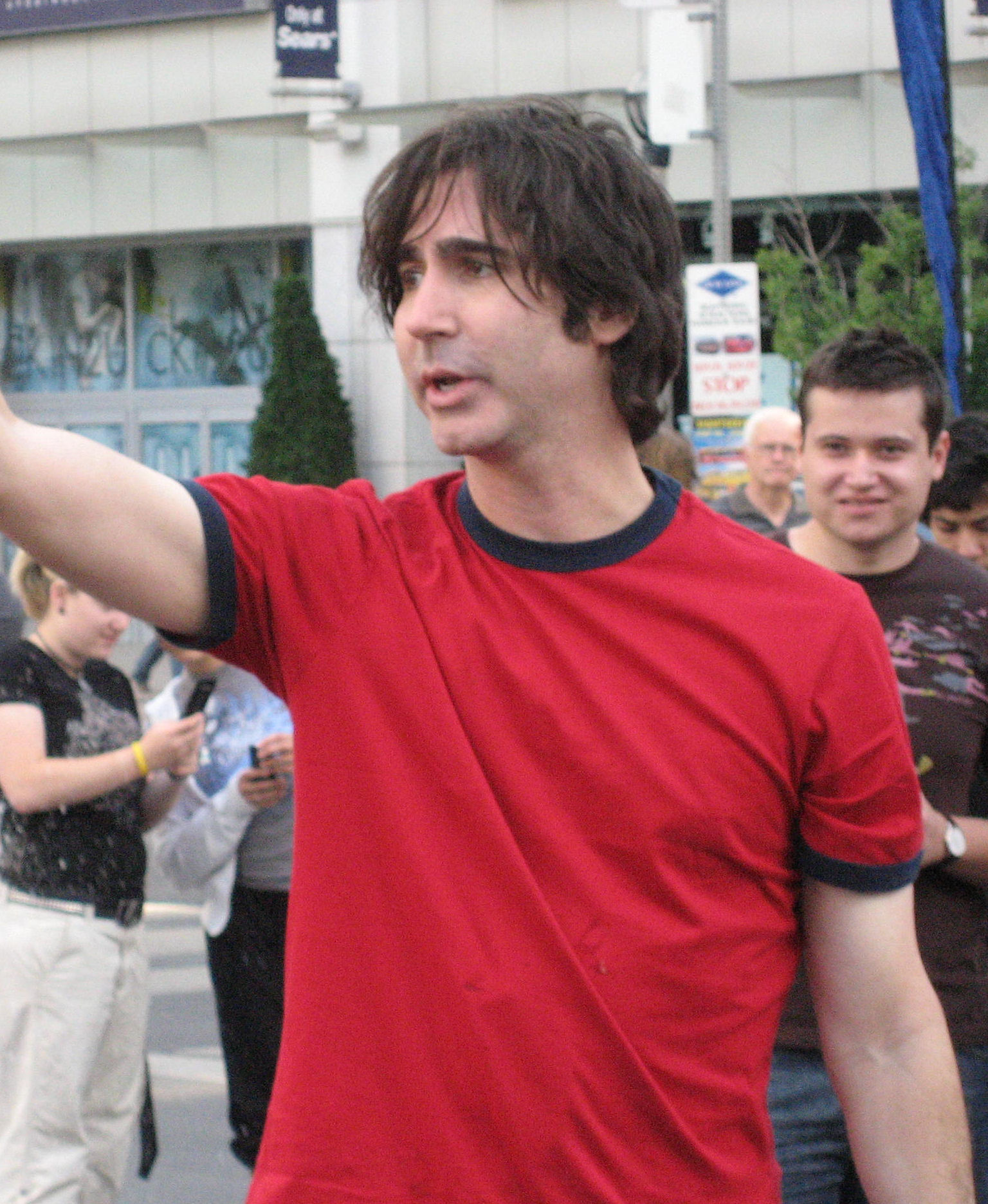
Spencer Rice tijdens de opnames in Toronto